# Christiane von der Osten-Sacken
Christiane Charlotte Sophie von der Osten-Sacken, född den 20 november 1733 i Trebsen, död den 6 juli 1811 i Berlin, var en tysk industrialist.
Hon var dotter till Johann Adolph von Dieskau (död 1742) och Christiane Dorothea Magdalene von Ponickau (1714–1785) och gifte sig 1754 med Julius Gebhard Graf von Hoym (1721-1769) och 1771 med furst Carl von der Osten-Sacken (död 1795). Hon levde från 1777 i Berlin. Efter sin makes död 1795 ägnade hon sig åt affärsverksamhet.
Christiane von der Osten-Sacken tillhörde den minoritet kvinnor som engagerade sig i den växande industrialismen som aktör, något som var ovanligt för en adlig kvinna vid denna tid. Hon exporterade naturvaror från sina stora gods i Baltikum till Tyskland. Hon tvingades hävda sig både mot Katarina den stora för att skydda sina gods och intressen i Baltikum efter Kurlands inlemmande i Ryssland 1795, liksom mot Napoleon för att skydda sina intressen i Tyskland under Napoleonkrigen. Genom sin affärsverksamhet grundade hon familjen Hohenlohes stora förmögenhet under 1800-talet.